# Projeção azimutal equidistante
Projeção azimutal equidistante é uma forma de Projeção azimutal que preserva não apenas a direção, mas também a distância adequada entre um ponto qualquer e o centro do mapa, apresentando, em contrapartida, fortes distorções em relação ao formato e o tamanho dos corpos. 

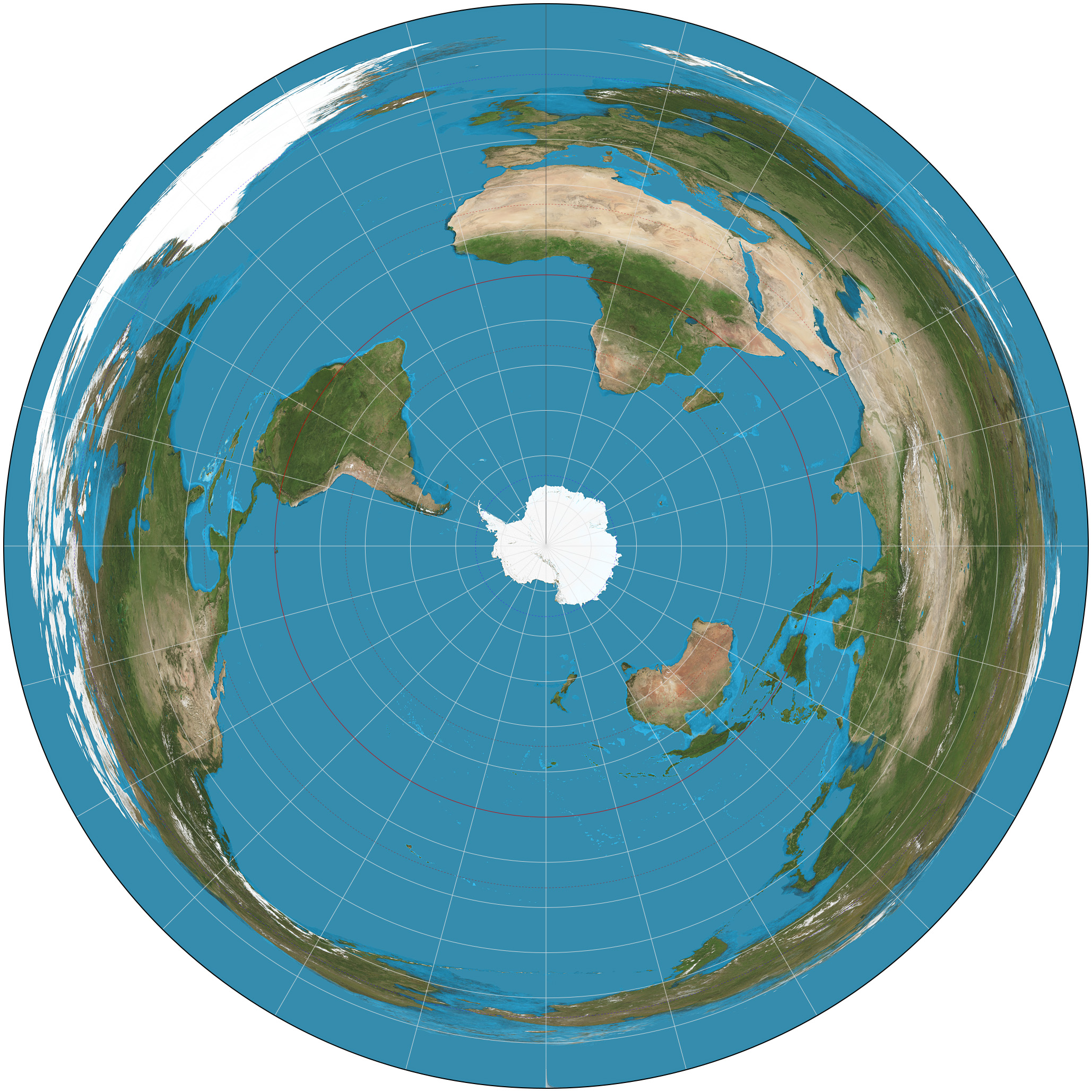
Uma projeção azimutal equidistante do Polo Sul se estendendo até o Polo Norte

Essa projeção adota como centro de um ponto qualquer do planeta para que seja possível medir a distância entre esse ponto e qualquer outro lugar. Por isso esse tipo de projeção é utilizada especialmente para definir rotas aéreas ou marítimas, e também no mapeamento de atividades sísmicas.